# Dinosaurierspuren von Otjihaenamaparero
Die Dinosaurierspuren von Otjihaenamaparero sind zwei Gruppen fossiler Fußabdrücke, die Dinosaurier vor etwa 190 Millionen Jahren (Unterjura) im feuchten Sediment hinterlassen haben. Sie liegen am Fuße des Klein-Etjo, im Nordwesten Namibias, unweit des Ortes Kalkfeld. Das Gelände gehört zur Farm Otjihaenamaperero.  Beide Spurengruppen zeigen die Trittsiegel von Füßen mit drei Zehen unterschiedlich großer Tiere. Die Spur mit den größeren Abdrücken lässt sich über 20 Meter weit verfolgen.
Die Dinosaurierspuren sind seit 1951 als Nationales Denkmal geschützt.

## Weblink und Quelle
- Webseite der Farm mit den Dinosaurierspuren